# Fuerte de Bellegarde

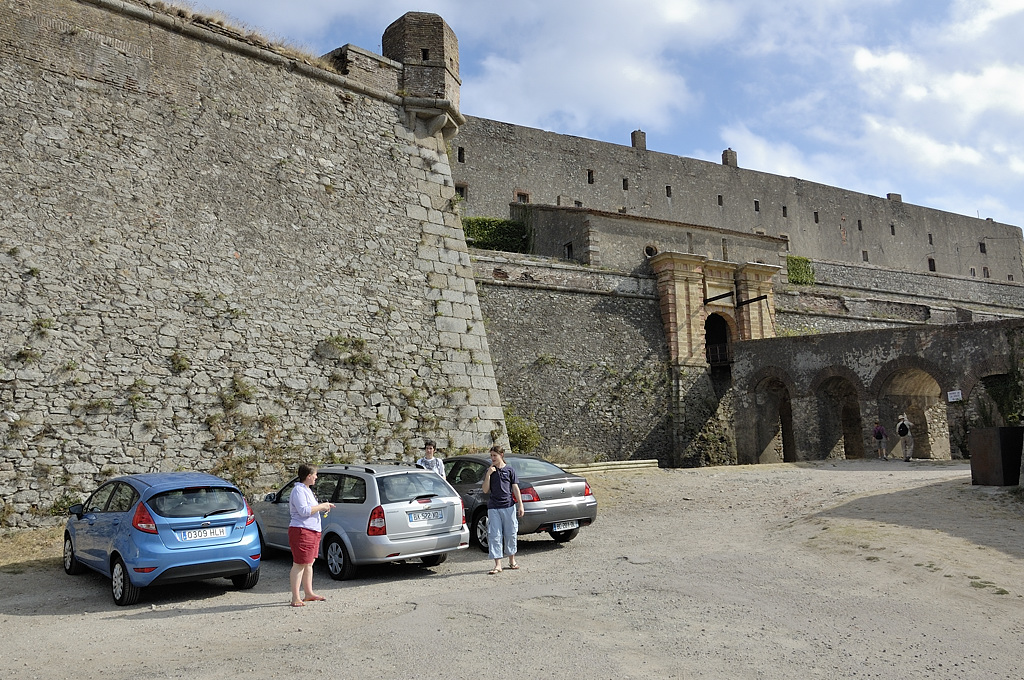
Entrada al fuerte.

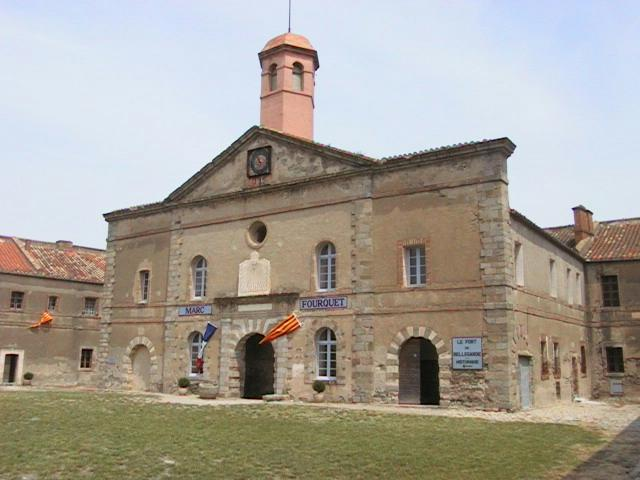
Edificio de los cuarteles.

El Fuerte de Bellegarde (Fort o Castell de Bellaguarda / Bellaguàrdia en catalán) es una fortaleza del siglo XVII situada sobre la ciudad de Le Perthus, en el departamento de los Pirineos Orientales en la región de Languedoc-Rosellón, al sur de Francia.

## Historia
Le Perthus se convirtió en territorio francés tras el Tratado de los Pirineos (1659). El Fuerte de Bellegarde fue ocupado por los españoles en 1674 durante la guerra franco-neerlandesa, pero fue reconquistado por Schomberg en 1675.
En 1678 se aprobaron los planos de Vauban para el nuevo Fuerte de Bellegarde.
Durante la guerra de los Pirineos, la fortaleza fue asediada primero por los españoles (de mayo a junio de 1793) y más tarde por los franceses (de mayo a septiembre de 1794).
Durante la Segunda Guerra Mundial el Fuerte fue usado como cárcel por la Gestapo para prisioneros de guerra fugados y agentes enemigos.

## Turismo
El fuerte está abierto al público únicamente entre mayo y septiembre e incluye exposiciones sobre la historia del fuerte, su arqueología y la de los alrededores. El fuerte es propiedad del Estado francés y está catalogado desde 1967 como monumento histórico.
Actualmente el fuerte se encuentra cerrado y semiabandonado.

## Galería

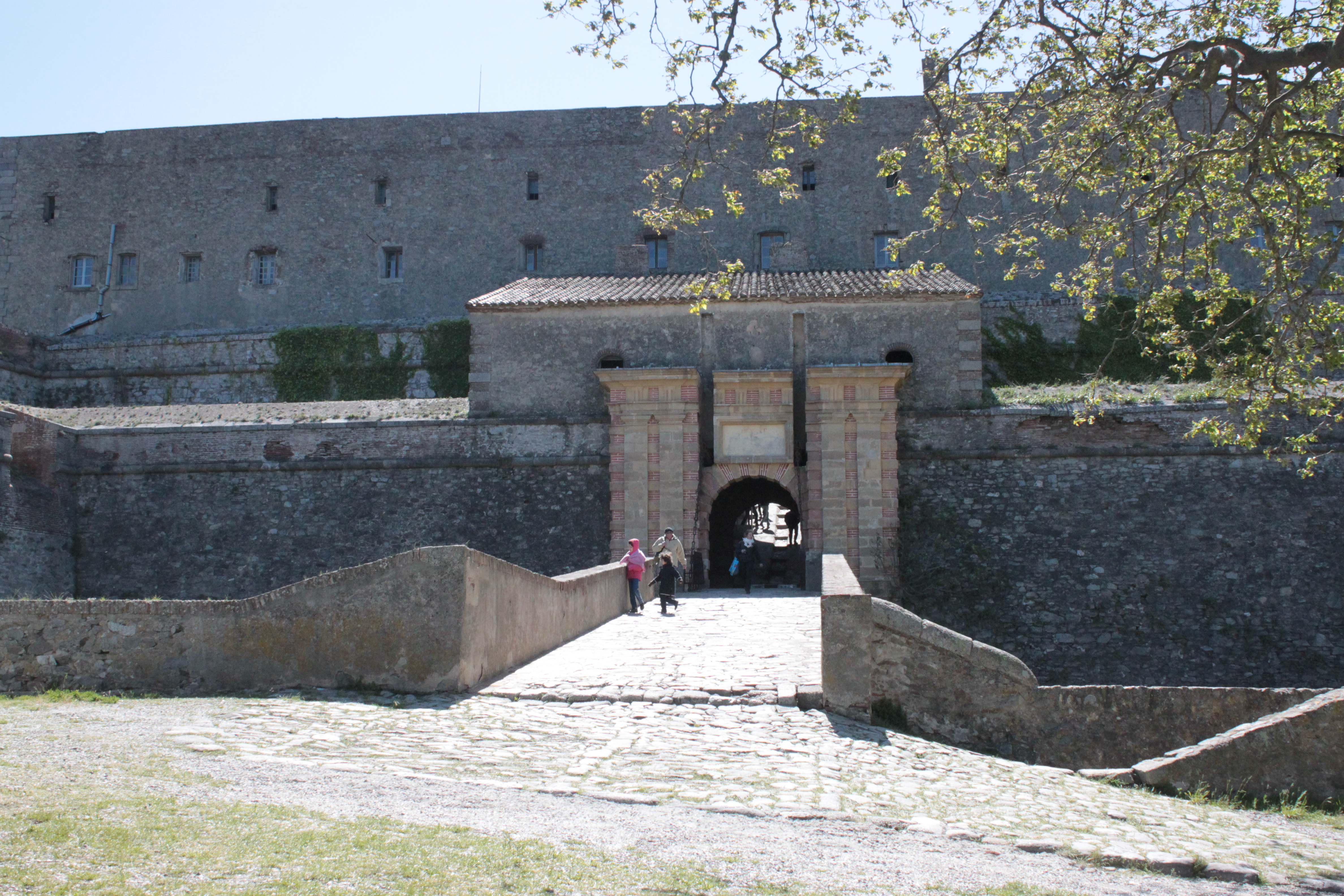
Puente levadizo de entrada.
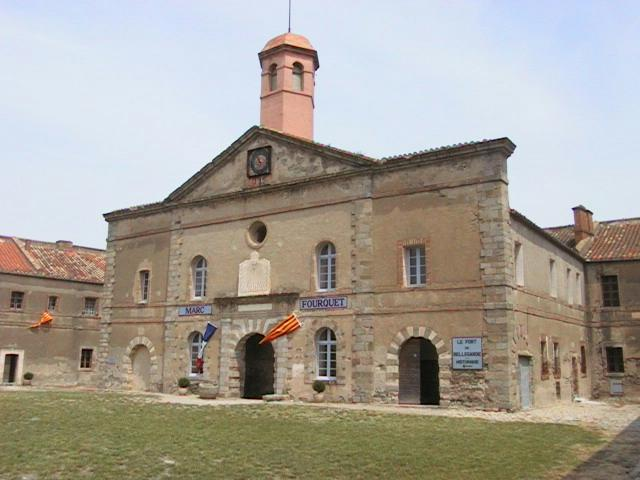
Guarnición.
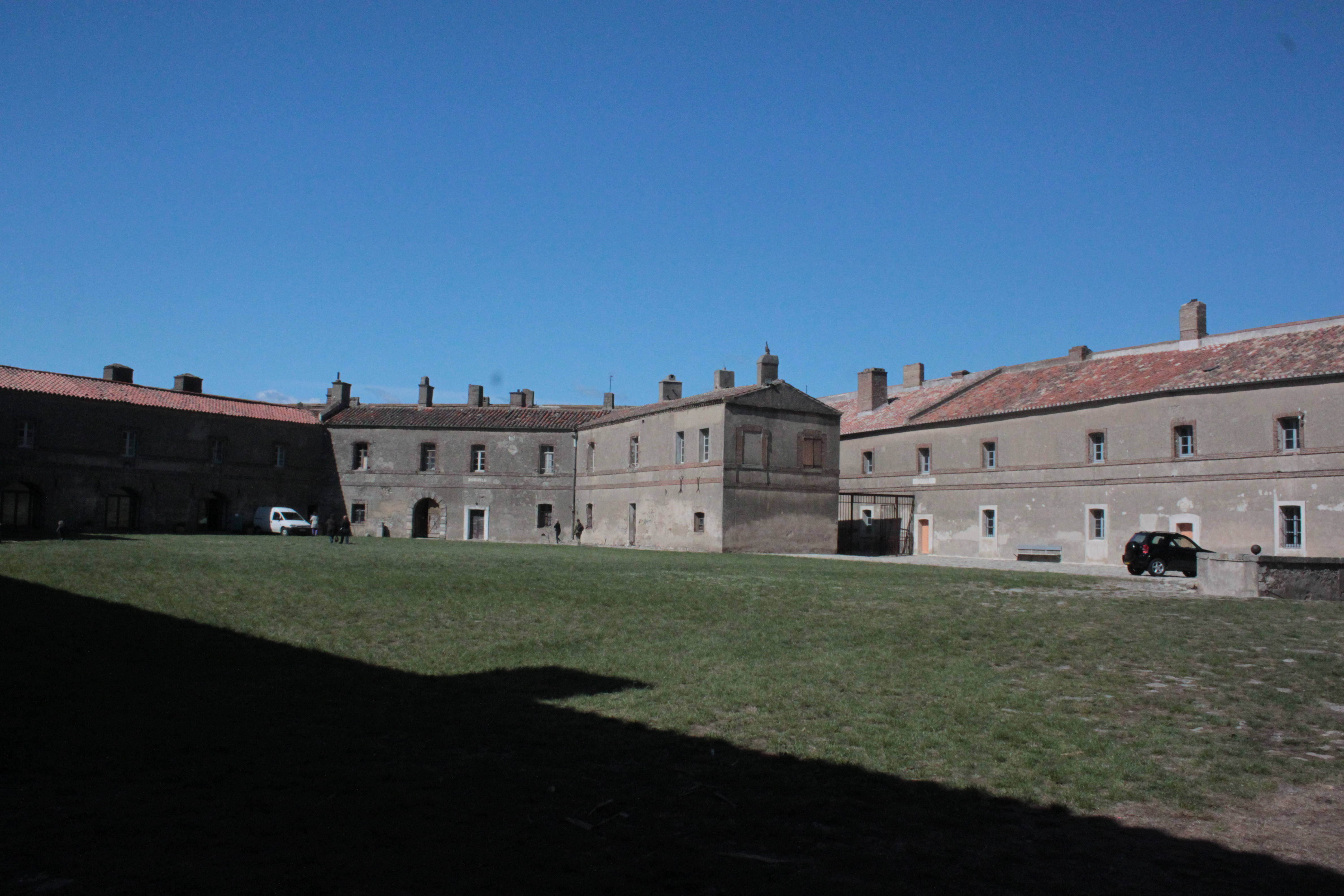
Patio principal, vista sur.
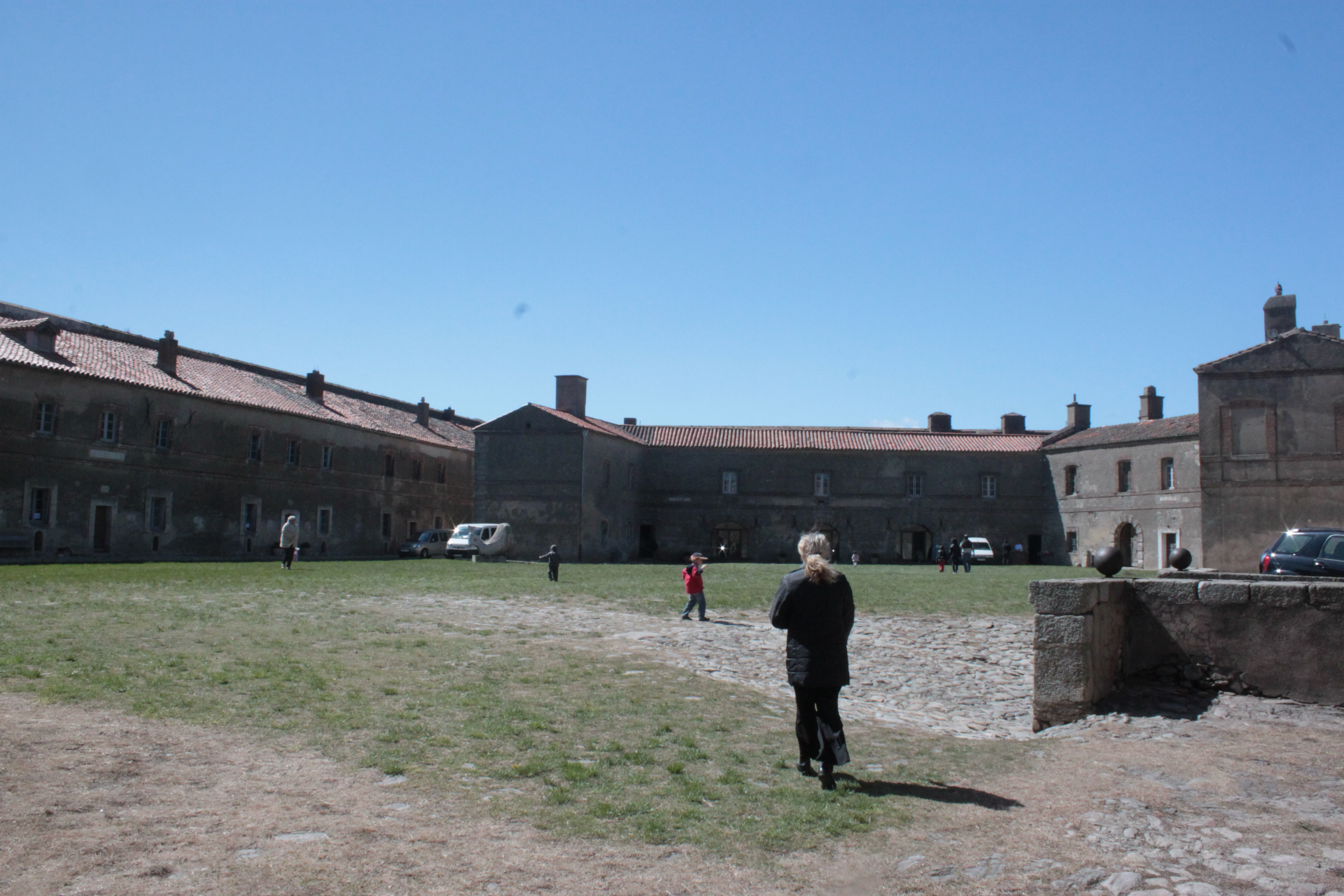
Patio principal, vista norte.

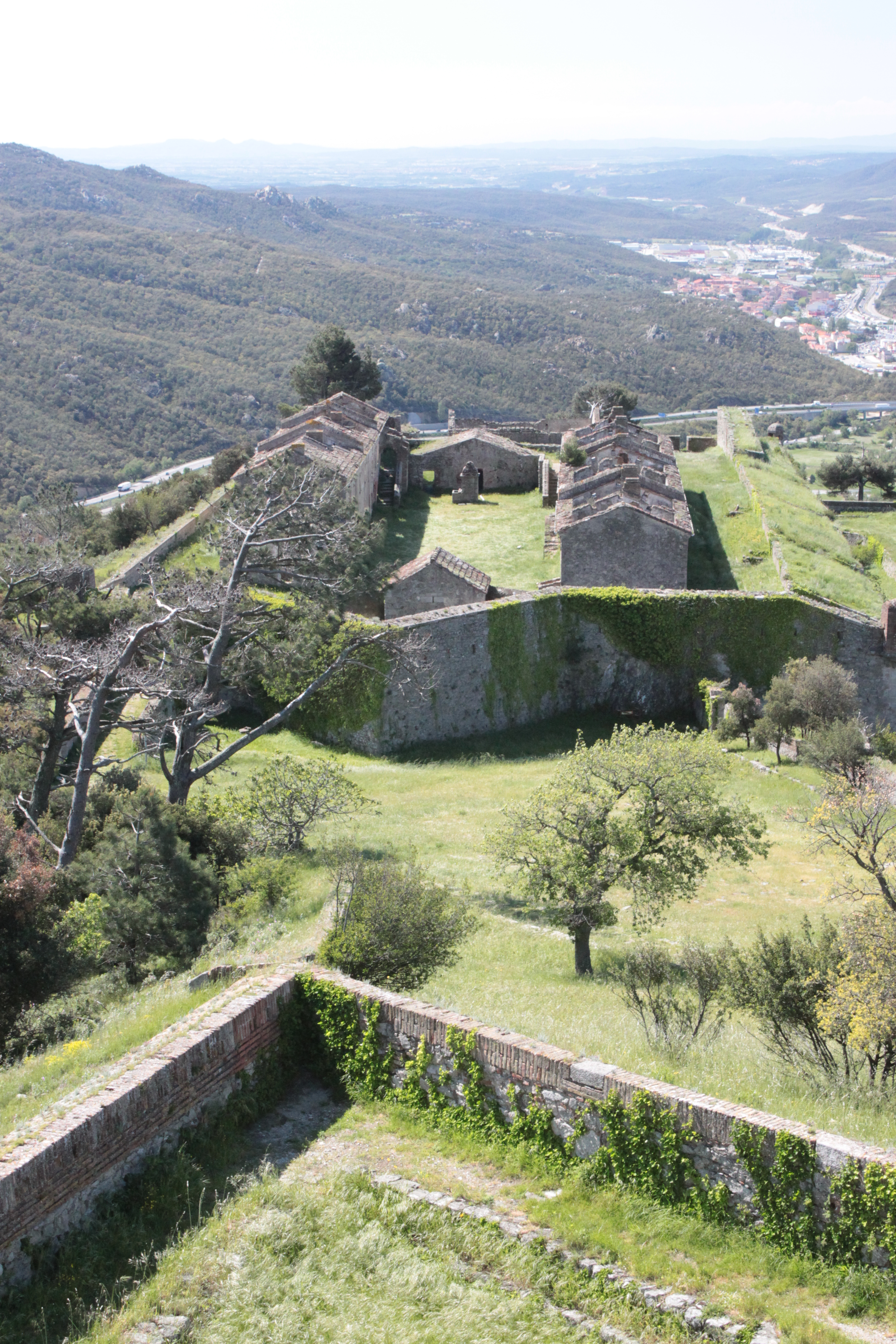
Caseta sur en ruinas.
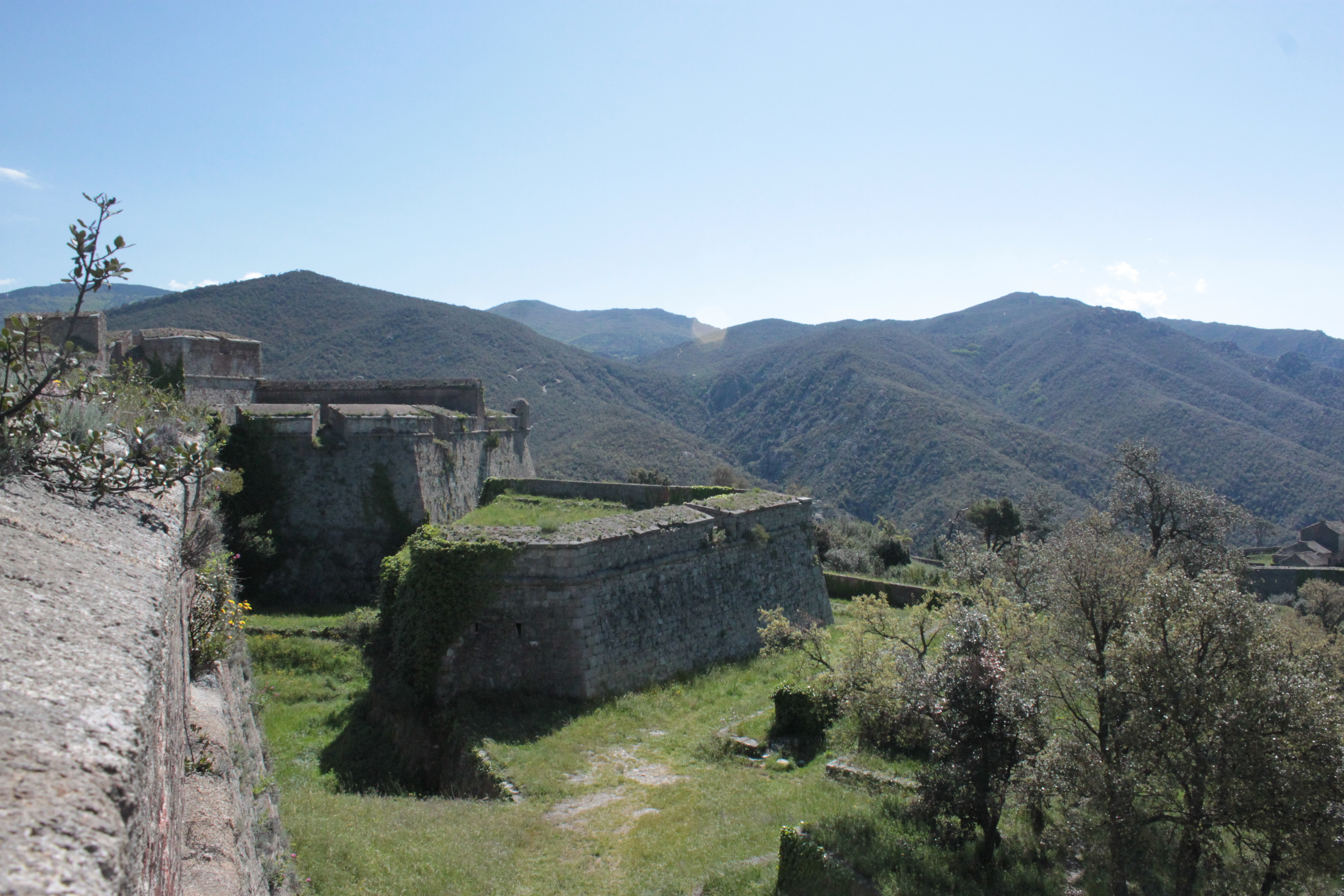
Vista de la muralla este.
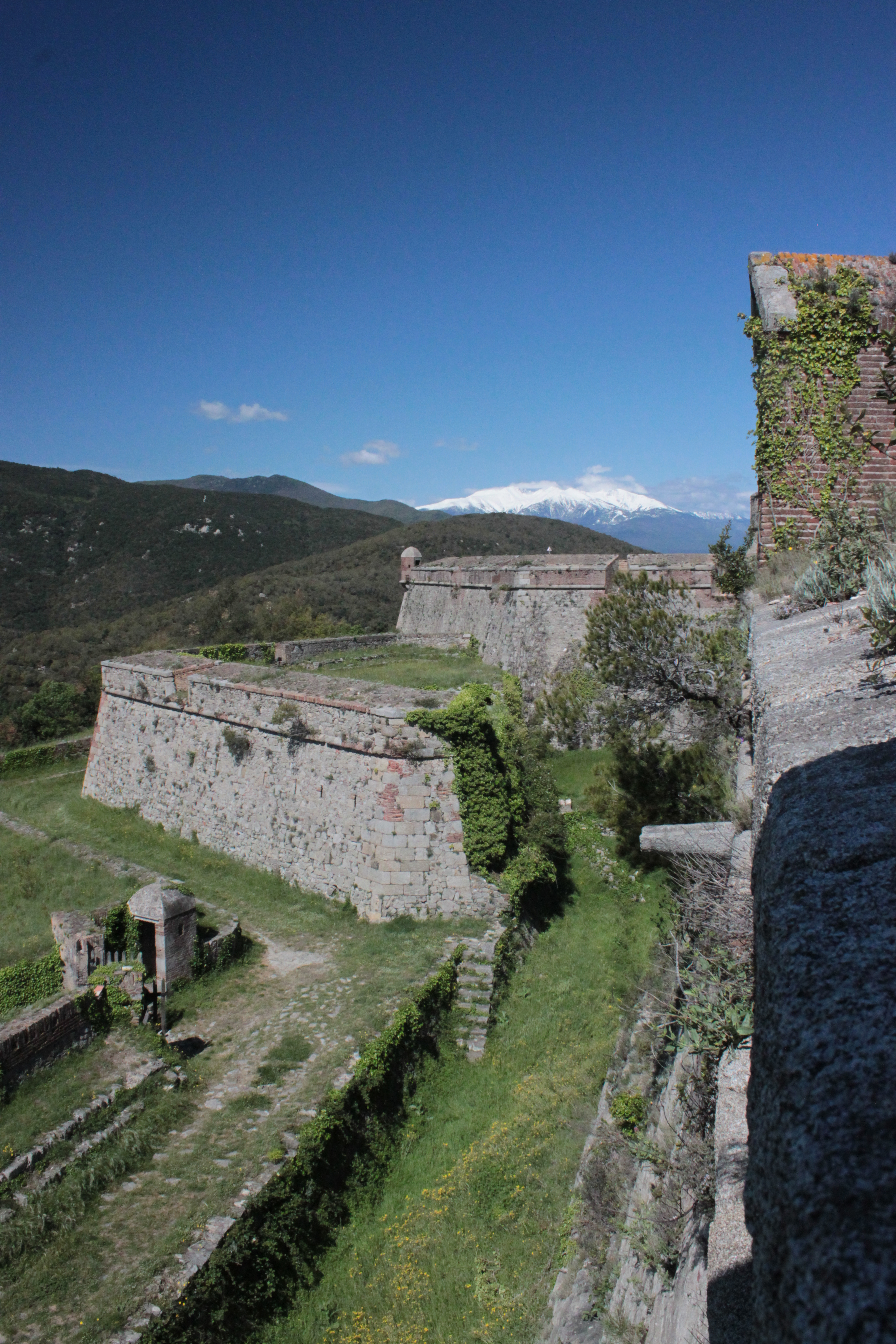
Vista de la muralla oeste.
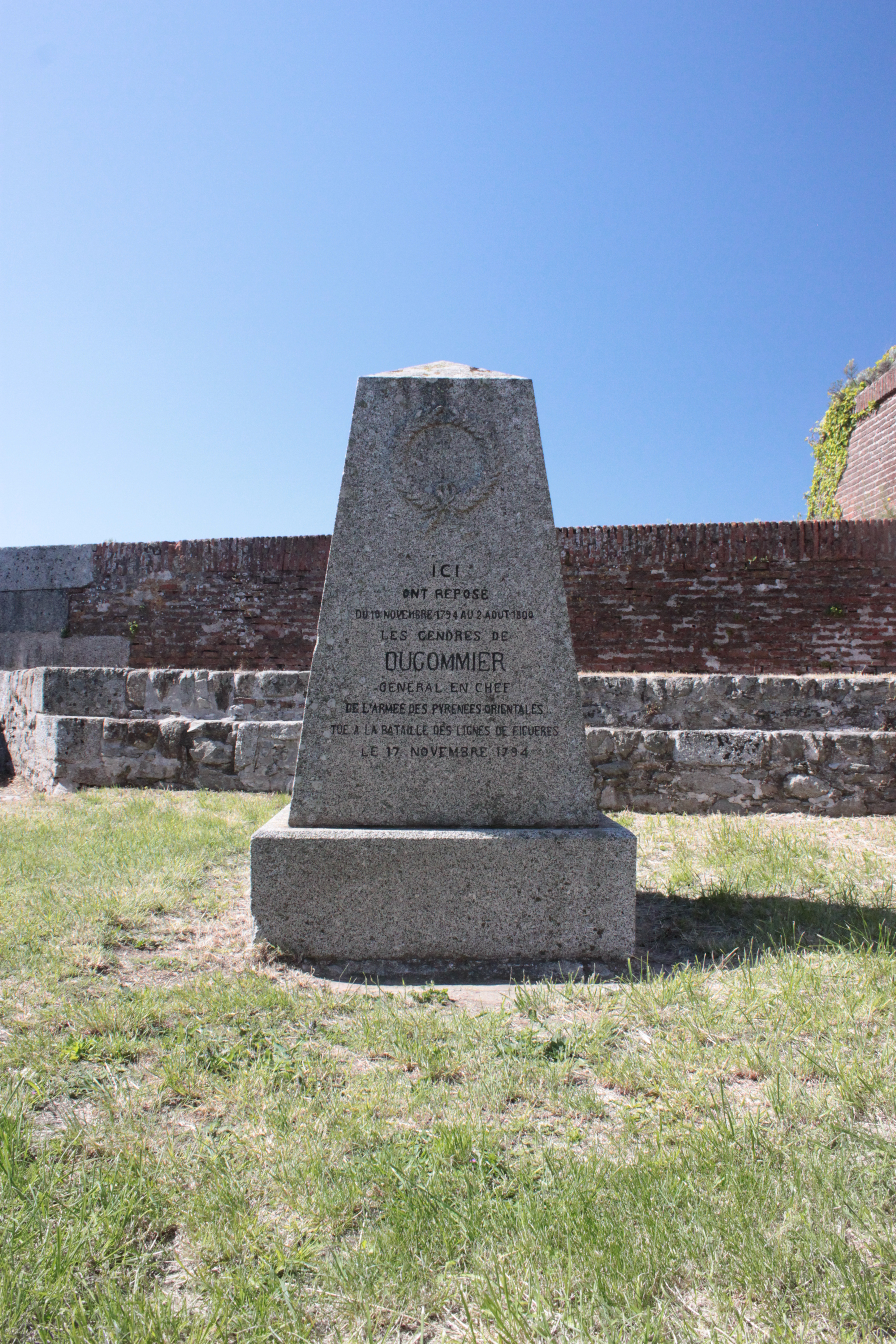
Monumento al general Dugommier.

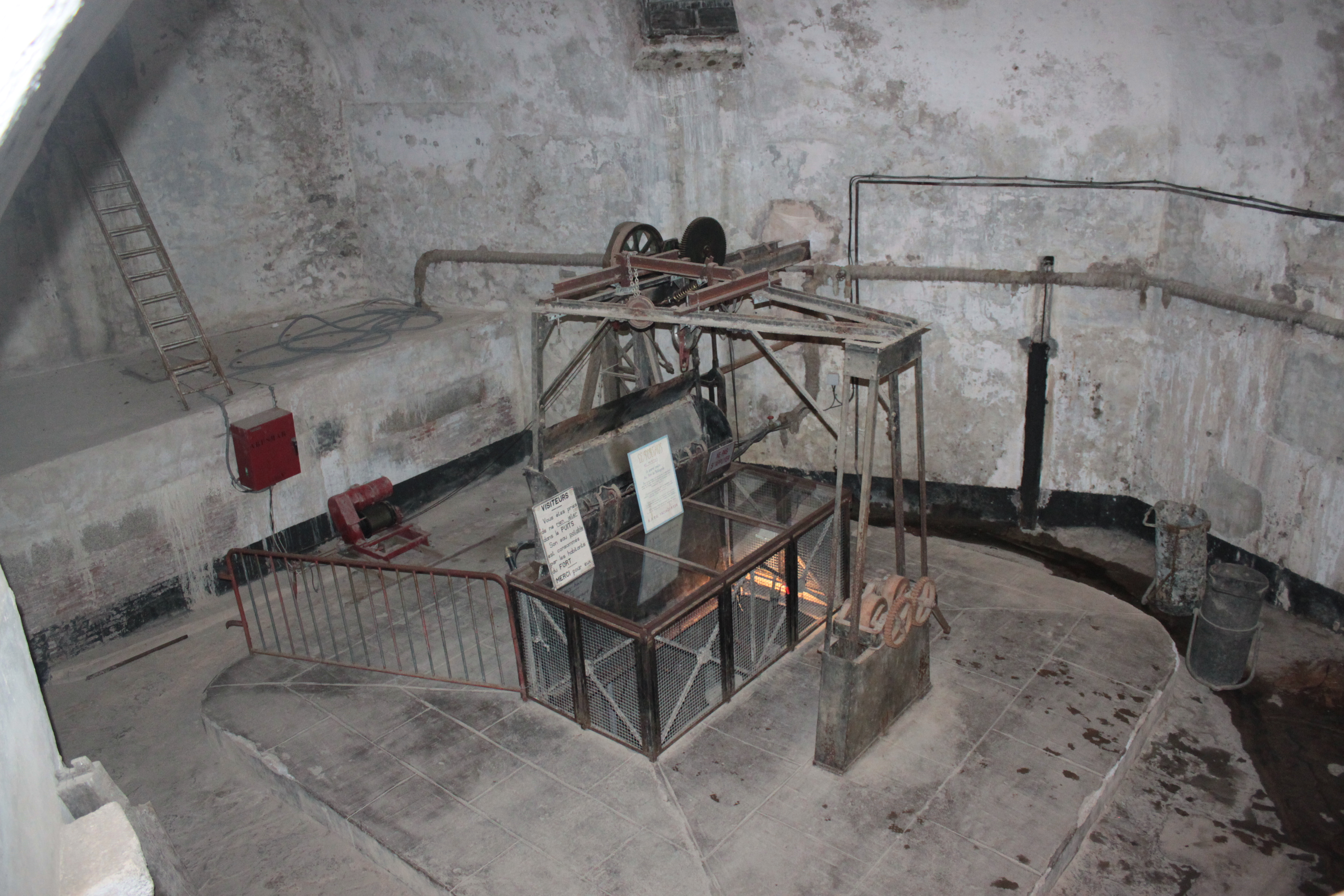
Pozo del bastión Saint-André. Diámetro: 5,85 m, Profundidad: 62 m.
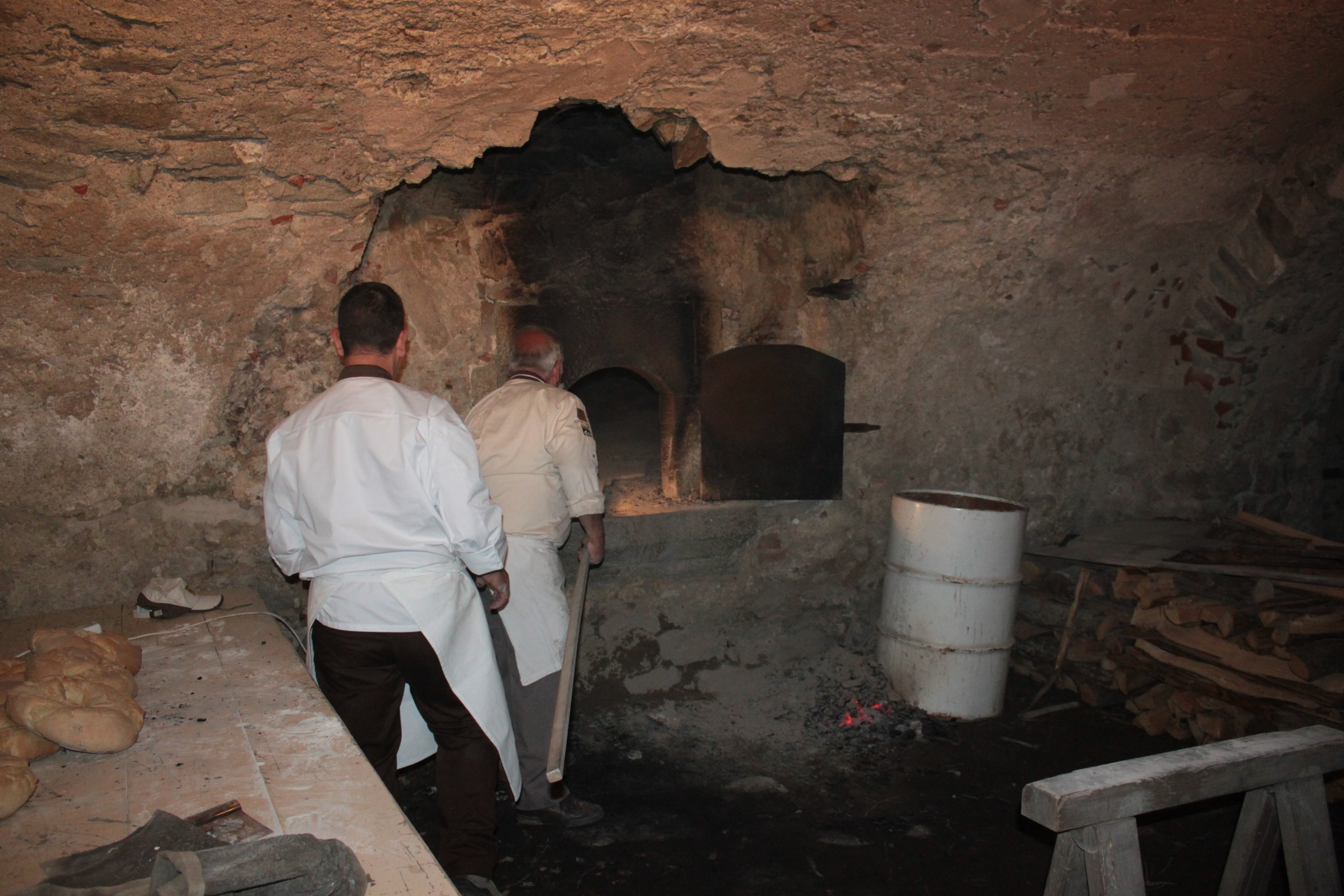
Horno de pan.